# Nakléřovská výšina
Die Nakléřovská výšina (deutsch Nollendorfer Höhe) ist eine Anhöhe des Osterzgebirges unweit der geologischen Grenze zum Elbsandsteingebirge auf dem Territorium der Tschechischen Republik bei Nakléřov.

## Geschichte
Auf der Nollendorfer Höhe fand am 29. und 30. August 1813 eine entscheidende Schlacht statt, in der die Verbündeten ein von General Vandamme geführtes französisches Armeekorps zerschlugen. Zu weiteren Gefechten kam es am 17. und 18. September 1813, als das französische Hauptheer einen erneuten Vorstoß nach Böhmen versuchte. Dabei soll Napoleon I. das Turmfenster der 1975 gesprengten Josephskirche in Nollendorf als Beobachtungspunkt gedient haben. Der preußische General von Kleist erhielt für seine Verdienste in der Schlacht auf der Nollendorfer Höhe den Adelstitel Graf von Nollendorf verliehen.
Der Gebirgsverein Aussig errichtete 1913 aus Anlass des 100-jährigen Jubiläums der Schlacht auf den Nollendorfer Höhe eine Gedenkstätte in Form eines 21 m hohen Aussichtsturmes, der nach dem damaligen österreich-ungarischen Kaiser Franz Joseph I. Kaiserwarte genannt wurde. Der Gebirgsverein sammelte Spenden zur Kaiserwarte beispielsweise durch die Herausgabe von Spendenmarken mit den Abbildungen von Erinnerungsstätten an der Schlacht bei Kulm.
Nach der Gründung der Tschechoslowakei wurde der Turm 1923 in Karl-Weis-Warte umbenannt. Weis war 40 Jahre lang Vorsitzender des Gebirgsvereins Aussig. Der Turm stürzte am 29. Januar 1944 während eines Schneesturms ein, seine Überreste wurden 1950 beseitigt. Trümmerreste sind jedoch bis heute auf dem Gipfel vorhanden.
Seit 1923 gab es unterhalb des Turmes im Haus Nollendorf Nr. 43 ein Naturfreundehaus der Sektion Aussig des Touristenvereins Die Naturfreunde, das heute ebenfalls nicht mehr existiert.
Am Fuße des Berges verläuft die Autobahn D 8. Nördlich tritt die Trasse aus dem 2,13 km langen Tunnel Panenská heraus und umfährt den Berg im Osten. Dort entstand mit dem Tunnel Libouchec auf 670 m Länge ein weiteres Tunnelbauwerk.

## Weg zum Gipfel
Vom Parkplatz neben dem Kleistdenkmal an der Passstraße kann man die Nollendorfer Höhe in wenigen Minuten erreichen. Vor dem Zweiten Weltkrieg stellte die Endstation der 1912 eingeweihten Straßenbahn von Aussig nach Tellnitz einen beliebten Ausgangspunkt für den Aufstieg zur Nollendorfer Höhe dar.

## Aussicht
Von der größtenteils unbewaldeten Kammhochfläche bietet sich eine umfassende Panoramaaussicht zum Böhmischen Mittelgebirge, zum Elbsandsteingebirge und zum Lausitzer Gebirge. Bei Fernsicht sind im Osten auch das Isergebirge, der Ještěd (Jeschken) und das Riesengebirge mit der Schneekoppe zu sehen.